# Будинок № 35 на вулиці Полтавський Шлях
Будинок № 35 на вулиці Полтавський Шлях — триповерхова будівля в Харкові на вулиці Полтавський Шлях, 35. Пам'ятник архітектури місцевого значення. Архітектор — Здислав Харманський. Загальна площа — 2563,4 кв.м.

## Історія
Датами будівництва будинку називають 1901 або 1910. Прибутковий будинок було збудовано за проєктом архітектора Здислава Харманського в стилі модерну, він належав товариству з виробництва ґумових виробів «Трикутник». За радянських часів на першому поверсі містився магазин «Турист», а на другому та третьому поверхах — прокуратура Жовтневого району Харкова. Під час пожежі в середині 1980-х будинок згорів, після чого його припинили використовувати.
У 2012 році АТ «Трест Житлобуд-1» розпочав реконструкцію будівлі. У 2014 році Харківська міська рада продала будинок компанії «Житлобуд-1». У 2016 році реконструкцію будівлі було завершено.